# Purple Pills
Purple Pills è un singolo dei D12. Contiene al suo interno una versione censurata per la radio intitolata Purple Hills. È il primo singolo dell'album di debutto Devil's Night. È uscito nel 2001 ed ha avuto un notevole successo, raggiungendo la top 3 dei singoli nel Regno Unito e la top 20 della U.S. Billboard Hot 100 Singles Chart.
La canzone contiene diversi riferimenti all'uso della droga: purple pills (pillole viola), golden seals (sigilli dorati) e mushroom mountain (montagna di funghetti) sono solo degli esempi dell'uso ricreativo della droga.
La canzone è stata giudicata inappropriata per poter essere trasmessa nelle stazioni radio, così ne è stata fatta una versione rimuovendo i riferimenti alle droghe e al sesso. Questa nuova canzone è stata chiamata Purple Hills e versi come "I've been up mushroom mountain" (Ho scalato montagne di funghetti) è diventata "I've climbed the highest mountain" (Ho scalato la più alta montagna)